# Koetshuis Berg en Dal
Het Koetshuis Berg en Dal aan de Van Lenneplaan 33 is een gemeentelijk monument in Baarn in de provincie Utrecht.  Het koetshuis staat in het Wilhelminapark dat onderdeel is van rijksbeschermd dorpsgezicht Prins Hendrikpark e.o..
Het gebouw is het vroegere koetshuis van villa Berg en Dal. Om de bouw van het koetshuis mogelijk te maken, werd de villa die op het perceel stond, gesloopt. Het pand van twee lagen werd in 1895 gebouwd als koetshuis voor de villa Berg en Dal aan de Van Lenneplaan 12. De stijl is neorenaissance en in het gebruik van materialen is voor dezelfde degelijkheid gekozen als bij Berg en Dal. De symmetrische voorgevel bevat een dubbele inrijdeur en een trapgevelmotief. De vensters op de benedenverdieping van het pand zitten vrij hoog, aan de grotere vensters op de eerste verdieping is te zien dat deze verdieping als woonruimte werd gebruikt.
In 1919 werd door de architecten Rigter & Van Bronkhorst een uitbouw gemaakt aan de Guldenhoflaan.
De Jacob van Lenneplaan is op 19 februari 1891 genoemd naar de schrijver Jacob van Lennep (1802-1868). Het boek Ferdinand Huyck uit 1840 is van zijn hand. Het verhaal speelt zich gedeeltelijk af in Baarn. Alhoewel de laan in 'Hoog Baarn' ligt, was zij van origine niet bedacht in het Wilhelminapark. Evenwel bestond de laan al in 1830.